# Байкенженський сільський округ
Байкенже́нський сільський округ (каз. Байкенже ауылдық округі, рос. Байкенженский сельский округ) — адміністративна одиниця у складі Жанакорганського району Кизилординської області Казахстану. Адміністративний центр — село Байкенже.
Населення — 1429 осіб (2021; 1302 у 2009, 1293 у 1999, 1643 у 1989).
Станом на 1989 рік існували Жаїлминська сільська рада (села Жайлма, Канди-Кудик, Красна Звєзда, Леніна) та Томенарицька сільська рада (села Байкенже, Комунізм, Томенарик). Пізніше села Канди-Кудик та Байкенже утворили окремий Байкенженський сільський округ.

## Склад
До складу округу входять такі населені пункти:
| Населений пункт | Колишні назви | Населення, осіб (1989) | Населення, осіб (1999) | Населення, осіб (2009) | Населення, осіб (2021) |
| --------------- | ------------- | ---------------------- | ---------------------- | ---------------------- | ---------------------- |
| Байкенже, село  | -             | 1094                   | 1003                   | 763                    | 1145                   |
| Білібай, село   | Канди-Кудик   | 549                    | 290                    | 539                    | 284                    |